# Tranøy fyr
Tranøy fyr är en tidigare bemannad fyr på Stangholmen på  södra sidan av Vestfjorden 
omkring 2,5 kilometer väster om Tranøy i Hamarøy kommun i Norge.
Fyren är en sektorfyr som visar intermittent vitt, rött och grönt sken tre gånger var 15 sekund. Lysvidden är 12 sjömil.
Fyrplatsen anlades år 1864. Den var utrustad med en enkel fyrlykta med fast vitt sken som satt i gaveln på fyrvaktarens bostad samt uthus, ladugård och sjöbod.
År 1936 flyttades en 20 meter hög fyr av gjutjärn till fyrplatsen. Den hade tidigare tjänstgjort på Moholmen utanför Kabelvåg och hade ersatts med en enklare fyr av trä. Tranøy fyr försågs 
med en kraftig mistlur och en ny byggnad för fyrpersonalen och deras 
familjer. Den gamla fyrvaktarbostaden övertogs av en nyanställd assistent.
Fyren elektrifierades med el från fastlandet år 1959 och tio år senare  
byggdes en 250 meter lång gångbro ut till ön. Fyren automatiserades år 1986, avbemannades år 1991 och kulturskyddades 1997.
År 1993 öppnade fyren för allmänheten med kafé i båthuset och möjlighet för övernattning. Fyrplatsen renoverades år 2014 och byggnaderna återställdes till 1936 års utseende. Två lägenheter har inretts i uthuset. 
Själva fyren kan besökas på sommaren.